# RELAX NG
RELAX NG (англ. REgular LAnguage for XML Next Generation — регулярна мова для XML, наступне покоління) — мова написання схем XML документів. Схеми RELAX NG є XML документами, однак, існує, також, компактний варіант мови, який не є XML документом, і має назву англ. RELAX NG Compact Syntax.

## Приклади схем
Припустімо, що ми бажаємо означити дуже просту XML розмітку для книги: книга — це послідовність з однієї чи більше сторінок; кожна сторінка містить лише текст. Приклад такого XML документа може бути таким:
```
<book>

  
<page>
Це
 
сторінка
 
один.
</page>

  
<page>
Це
 
сторінка
 
два.
</page>

</book>

```

### Синтаксис XML
Схему RELAX NG може бути записано у структурі зі вкладеннями означаючи коріневий елемент, що містить означення для наступних елементів, які у свою чергу можуть містити вкладені означення. Схема для нашої книги у такому стилі і з використанням синтаксису XML могла б бути записана так:
```
<element
 
name=
"book"
 
xmlns=
"http://relaxng.org/ns/structure/1.0"
>

   
<oneOrMore>

      
<element
 
name=
"page"
>

         
<text/>

      
</element>

   
</oneOrMore>

</element>

```

У разі багатьох підрівнів вкладення стають громіздкими і не придатні для означення рекурсивних елементів, тому найскладніші схеми RELAX NG посилаються на іменовані взірці чиї означення розміщені в схемі окремо. Така «розгладжена схема» означає ту саму розмітку, що й попередній приклад:
```
<grammar
 
xmlns=
"http://relaxng.org/ns/structure/1.0"
>

   
<start>

      
<element
 
name=
"book"
>

         
<oneOrMore>

            
<ref
 
name=
"page"
/>

         
</oneOrMore>

      
</element>

   
</start>

   
<define
 
name=
"page"
>

      
<element
 
name=
"page"
>

         
<text/>

      
</element>

   
</define>

</grammar>

```

### Стислий синтаксис
Стислий синтаксис RELAX NG це не-XML формат натхнений розширеною нотацією Бекуса — Наура і регулярними виразами, спроєктований так, що його можна однозначно перевести в його XML-відповідник і назад, зберігаючи один-в-один відповідність структури і значення, по суті так само як і SOX належить до XML. Він має багато спільного із синтаксисом DTD. Ось стисла форма схеми згори:
```
element
 book 
{

    
element
 page 
{
 
text
 
}
+

}

```

Із іменованими взірцями це можна розгладити в:
```
start 
=
 
element
 book 
{
 page+ 
}

page 
=
 
element
 page 
{
 
text
 
}

```

Парсер стислого RELAX NG вважатиме ці два варіанти тим самим взірцем.